# Bartel BM-6
Il Bartel BM-6 fu un aereo da addestramento biposto, monomotore biplano, sviluppato dall'azienda aeronautica polacca Wielkopolska Wytwórnia Samolotów Samolot alla fine degli anni venti del XX secolo e rimasto allo stadio di prototipo

## Storia del progetto
Nel 1929 la Siły Powietrzne richiese la progettazione di un nuovo aereo monoposto da addestramento acrobatico e addestramento caccia. Il nuovo velivolo derivava direttamente dai precedenti progetti dell'ingegnere Ryszard Bartel, e fu concepito per l'installazione del propulsore radiale Wright Whirlwind da 223 CV. Per motivi di economia il Ministero dell'aviazione polacco impose l'adozione del motore in linea Hispano-Suiza 8 da 180 CV, del quale risultavano disponibili numerosi esemplari, surplus di guerra. Il prototipo, designato BM-6a, andò in volo per la prima volta l'8 aprile 1930 sul campo d'aviazione di Poznań-Ławica nelle mani del collaudatore Edmund Hołodiński.

## Descrizione tecnica
Aereo da addestramento acrobatico, biplano, monomotore, monoposto. La configurazione alare era caratterizzata da ali di apertura diseguale, costruite interamente in legno.  Le due ali, rivestite in tela, erano collegate tra loro con quattro coppie di montanti, più due singoli, rinforzati da cavi d'acciaio; il piano superiore era montato alto a parasole e l'inferiore basso sulla fusoliera. Quest'ultima, posizionata a livello dell'ala inferiore, era costruita in tubi d'acciaio saldati, e rivestita anteriormente da pannelli staccabili di lega leggera, e posteriormente in tela. L'impennaggio di coda era del tipo classico monoderiva, dotato di piani orizzontali controventati.
Il carrello d'atterraggio fisso, ad assi indipendenti, era dotato di ammortizzatori oleopneumatici Vickers, ed integrato posteriormente da un pattino d'atterraggio.
L'aereo era monoposto, dotato di un abitacolo aperto, destinato al pilota, fornito di parabrezza.
La propulsione era affidata ad un motore Hispano-Suiza 8Be, a 8 cilindri a V raffreddati a liquido, erogante la potenza di 180 hp (162 kW) azionante un'elica bipala lignea Heine. Il propulsore era montato su appositi supporti, inclinati verso l'alto.
L'armamento offensivo si basava su 1 mitragliatrice Wz18 fissa, sincronizzata, calibro 7,7 mm installata nella parte superiore sinistra del muso.

## Impiego operativo
Tra il 28 e il 30 aprile il BM-6a fu sottoposto a un esteso programma di prove in volo e strutturali presso l'I.B.T.L., e il 5 maggio venne trasferito a Varsavia per i collaudi militari, venendo portato in volo anche dal capitano Stefan Pawlikowski. Il prototipo rientrò quindi in fabbrica per essere sottoposto alle opportune modifiche al fine di portarlo allo standard previsto per la produzione in serie. Esse riguardavano modifiche al radiatore, alle ali e all'impennaggio di coda. Ridesignato BM-6a/II andò in volo per la prima volta il 23 luglio 1930, e al termine delle prove presso l'I.B.T.L., il capitano Pawlikowski lo esibì in volo a Bucarest, Romania, al fine di favorirne la vendita all'aeronautica militare di quel paese. La macchina fu quindi consegnata al Centro di addestramento avanzato di Grudziądz, e poi assegnata alla Scuola di volo di Deblin, dove fu poi raggiunto dal secondo prototipo. Entrambi gli aerei vi rimasero fino alla sua radiazione avvenuta nel 1933.
Nell'estate del 1930 la direzione della Wielkopolska Wytwórnia Samolotów Samolot decise di costruire un terzo prototipo, designato BM-6b, equipaggiato con un propulsore Wright Whirlwind. Quest'ultima versione suscitò l'interesse del Ministero dell'aviazione che pianificò l'acquisto di 23 esemplari, La chiusura della fabbrica dovuta ad un incendio, avvenuta in quello stesso anno, e il conseguente trasferimento dei progetti in corso alla Podlaska Wytwórnia Samolotów portarono all'abbandono del programma di costruzione in serie, in quanto la PWS aveva sviluppato il proprio PWS 12, poi prodotto in serie come PWS 14.

## Versioni
BM-6a
versione equipaggiata con un motore Hispano-Suiza 8Be, 8 cilindri a V raffreddato a liquido da 180 hp (130 kW) nominali.
BM-6b
versione equipaggiata con un motore radiale Wright J5 Whirlwind, 9 cilindri a stella raffreddato ad aria da 220 hp (160 kW).

## Utilizzatori
Polonia
- Siły Powietrzne

### Annotazioni
1. ↑  «Instytut Badań Techniczny Lotnictwa», in lingua polacca, «Istituto di ricerca tecnica per l'aviazione».

### Fonti
1. 1 2 3 4  Boroli, Boroli 1983, p. 138.
2. 1 2 3 4  Cynk 1971, p. 368.
3. 1 2 3 4 5 6 7 8  Cynk 1971, p. 370.
4. 1 2  Уголок неба.
5. 1 2 3 4  Cynk 1971, p. 369.
6. 1 2 3 4  Samolotypolskie.